# (15116) Jaytate
(15116) Jaytate est un astéroïde de la ceinture principale.

## Description
(15116) Jaytate est un astéroïde de la ceinture principale. Il fut découvert le 27 février 2000 à Kitt Peak par le projet Spacewatch. Il présente une orbite caractérisée par un demi-grand axe de 2,38 UA, une excentricité de 0,24 et une inclinaison de 1,4° par rapport à l'écliptique.

## Compléments